# Xestoleberis reniformis
Xestoleberis reniformis is een mosselkreeftjessoort uit de familie van de Xestoleberididae. De wetenschappelijke naam van de soort is voor het eerst geldig gepubliceerd in 1907 door Brady.